# Kessach
Die Kessach ist ein mit ihrem längeren rechten Oberlauf 26,4 km langer Bach mit etwa südsüdwestlichem Lauf im fränkischen Norden Baden-Württembergs, der in der Kleinstadt Widdern im Landkreis Heilbronn von rechts in die Jagst mündet. Seine Oberläufe sind das rechte Berolzheimer Kästle und das linke Schillingstadter Kästle.

## Geographie

### Oberläufe
Die Kessach entsteht etwa zwei Kilometer nördlich von Hüngheim am Südrand eines großen Waldgebietes aus dem Zusammenfluss ihrer Oberläufe Berolzheimer Kästle und Schillingstadter Kästle oder auch einfach Kästle im Gewann Seegrund. Obwohl offenbar das rechte Berolzheimer Kästle sowohl nach Länge wie nach beigetragenem Teileinzugsgebiet der bedeutendere Oberlauf ist, sieht die amtliche Gewässerkarte, vielleicht wegen der größeren Richtungskonstanz von jenem zur Kessach, das linke Schillingstadter Kästle als den Hauptoberlauf der Kessach an, mit dem zusammen sie dann eine Länge von nur 24,0 km hat.
Das Schillingstadter Kästle entsteht zwischen den Dörfern Berolzheim und Schillingstadt der Gemeinde Ahorn etwa 250 Meter östlich der Anschlussstelle 5 der A 81 auf etwa 360 m ü. NHN an der kreuzenden Bundesstraße 292 und fließt von hier ohne Zuflüsse oder Besiedlung am Lauf nach Südwesten, anfangs in der weiter offener Flur, später in einem schmalen Auenstreifen im Wald.
Das Berolzheimer Kästle entsteht etwa 2,1 km nordöstlich von Berolzheim am Waldrand auf etwa 383 m ü. NHN. Es nimmt auf seinem Südwestlauf einige Gräben auf, die wie es selbst meist Feldwegen folgen, darunter den Berolzheimer Graben im Süden des namengebenden Dorfes. Im folgenden Waldlauf ist es von einem schmalen Auenstreifen begleitet und kehrt sich weniger als 1,5 km vor dem Zusammenfluss mit dem Schillingstadter Kästle, nunmehr und fast bis zuletzt im Gebiet der Gemeinde Rosenberg, abrupt nach Südosten.

### Verlauf

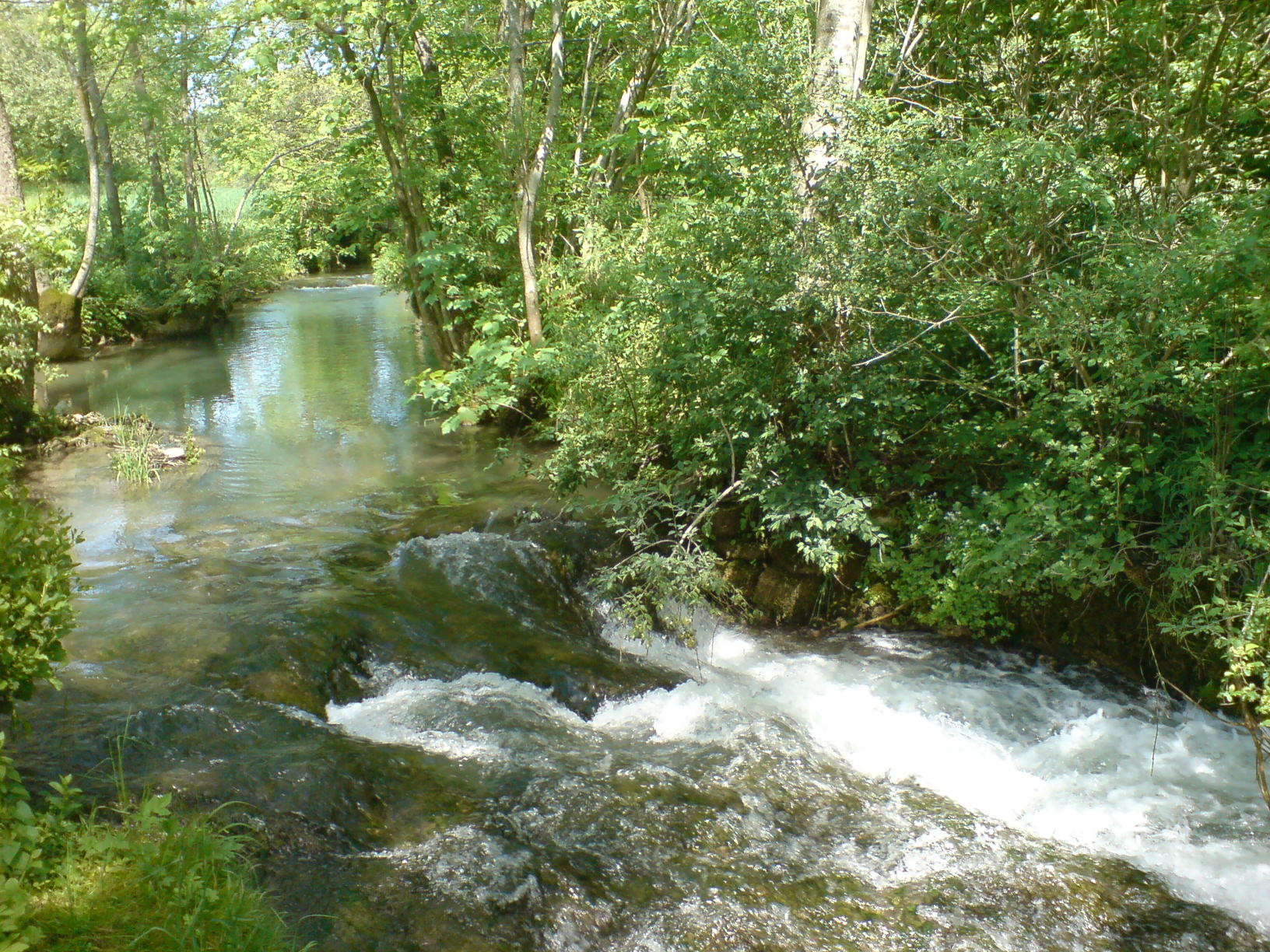
Die untere Kessach im Mai

Die Kessach selbst entsteht auf etwa 308 m ü. NHN schon auf dem Gebiet der Stadt Ravenstein. Sie fließt beständig in südlicher bis südwestlicher Richtung und erreicht gut zwei Kilometer abwärts das Dorf Hüngheim von Ravenstein. Diesem folgt am Lauf bald das Dorf Merchingen, nach dessen Wohnplatz Untere Mühle das Ufer nun länger unbesiedelt bleibt und sogar im Bereich der Gemeindegrenze zu Schöntal links lange an Hangwald grenzt. In dessen Dorf Oberkessach ist das Muschelkalktal der Kessach inzwischen 80–100 Meter gegenüber den Randhöhen eingekerbt. Unterhalb folgt eine längere Strecke unter Waldhängen nunmehr an beiden steilen Talseiten. Zwischendurch liegt hier das kleinere Dorf Unterkessach der Kleinstadt Widdern an den Ufern. Zuletzt füllen alte Siedlungsteile des zentralen Widdern den Talgrund. In Widdern mündet die Kessach dann auf etwa 182 m ü. NHN von rechts und zuletzt Norden etwas vor der Flussbrücke in die untere Jagst.
Die Kessach ist, ab der Quelle des Berolzheimer Kästles gerechnet, 24,6 km lang und fällt auf dieser Strecke um etwa 201 Höhenmeter, das mittlere Sohlgefälle liegt also bei etwa 0,8 ‰. Im Mittel fließen an der Mündung 0,6 m³/s ab. Nach diesem Kriterium ist sie der sechstgrößte Zufluss der Jagst.

### Zuflüsse und Seen
Hierarchische Liste der Zuflüsse und  Seen von der Quelle zur Mündung. Gewässerlänge, Seefläche, Einzugsgebiet und Höhe nach den entsprechenden Layern auf der Onlinekarte der LUBW. Andere Quellen für die Angaben sind vermerkt. Auswahl.
Zusammenfluss der Kessach auf etwa 308 m ü. NHN etwa 2,1 km nördlich der Mitte des Dorfes Hüngheim der Kleinstadt Ravenstein im Gewann Seegrund.
- Berolzheimer Kästle[LUBW 7], rechter und nordnordöstlicher Oberlauf, 8,3 km und 15,9 km². Entsteht als Feldweggraben auf etwa 383 m ü. NHN etwa 2,1 km nordöstlich der Ortsmitte von Berolzheim an der Spitze eines Flurwinkels zwischen den Waldgewannen Lindich und Seligwald.
  - Berolzheimer Graben, von rechts und Norden auf etwa 330 m ü. NHN südlich von Berolzheim an einer Feldwegkreuzung, 2,3 km und 1,9 km². Entsteht auf etwa 274 m ü. NHN nördlich von Berolzheim.
- Schillingstadter Kästle, linker und nordnordöstlicher Oberlauf, 5,9 km und 7,2 km². Entsteht auf etwa 360 m ü. NHN etwa 250 Meter östlich der Anschlussstelle der Bundesstraße 292 an der Bundesautobahn 81.
- Klingengraben, von links und Südosten auf etwa 290 m ü. NHN in Ravenstein-Hüngheim, 0,8 km und ca. 0,4 km².[LUBW 8] Entsteht auf etwa 321 m ü. NHN am Gewann Äußeres Seelein.
- Weihbrunnen, Quellschüttung von rechts im Gewann Beim Weihbrunnen kurz unterhalb des Hochwasser-Rückhaltebeckens zwischen Hüngheim und Merchingen. Ab hier jahreszeitlich unabhängige, dauerhafte Wasserführung der Kessach.
- Langenackergraben, von rechts und Nordwesten auf etwa 274 m ü. NHN kurz vor Ravenstein-Merchingen, 3,0 km und 8,6 km². Entsteht auf etwa 326 m ü. NHN im Großen Wald just jenseits der Autobahn.
  - Eßbachgraben, von rechts und Westen auf etwa 280 m ü. NHN kurz vor der Mündung des Langenackergrabens, 2,8 km und ca. 2,1 km².[LUBW 8] Entsteht auf etwa 364 m ü. NHN etwa 400 Meter nördlich der Anschlussstelle Osterburken im Sommerwald.
- Knockgraben, von rechts und Nordwesten auf etwa 267 m ü. NHN an der Unteren Mühle von Merchingen, 2,9 km und ca. 2,1 km².[LUBW 8] Entsteht auf etwa 338 m ü. NHN an der Anschlussstelle Osterburken.
- Hackgraben, von rechts und Westen auf etwa 260 m ü. NHN, 2,6 km und 2,5 km². Entsteht auf etwa 357 m ü. NHN neben der L 1046.
- Pfaffengraben, von rechts und Nordwesten auf etwa 248 m ü. NHN vor Schöntal-Oberkessach, 1,3 km und 0,9 km². Entsteht auf etwa 325 m ü. NHN neben der L 1046.
- (Bach vom Sümpfle), von rechts und Nordnordwesten auf etwa 242 m ü. NHN an der Kläranlage nach Oberkessach, 3,0 km und 2,4 km². Entsteht auf etwa 340 m ü. NHN am Wald Denzer und der Autobahn.
- Brühlgraben, von rechts und Nordwesten auf etwa 239 m ü. NHN kurz nach dem vorigen, 2,5 km und 2,2 km². Entsteht auf etwa 340 m ü. NHN am Gewann Oberer Tänzer.
  - Mit wenig kürzerem rechten Oberlaufast, der nahe der Autobahn auf etwa 333 m ü. NHN dem Heumahdbrunnen entspringt.
- (Bach durch die Heiligenklinge), von rechts und Nordwesten auf 230,8 m ü. NHN[LUBW 9] kurz vor den nächsten an der Kreisgrenze zwischen Schöntal-Oberkessach und Widdern-Unterkessach, 1,7 km und 0,7 km². Entsteht auf etwa 335 m ü. NHN bei Schöntal-Weigental.
- Passiert auf etwa 229 m ü. NHN ein halbes Dutzend kleiner Fischteiche rechts am Lauf, zusammen 0,1 ha.
- (Bach aus dem Birkenwald), von links und Südosten auf etwa 226 m ü. NHN an derselben wie oben Kreisgrenze, 0,6 km und ca. 0,3 km².[LUBW 8] Entsteht auf etwa 310 m ü. NHN im Forstdistrikt Birkenwald.
- (Bach durch die Reutersklinge), von rechts und Nordnordwesten auf etwa 224 m ü. NHN, 1,2 km und ca. 0,7 km².[LUBW 8] Entsteht auf etwa 315 m ü. NHN unter der Weigentaler Höhe.
- (Bach von der Heubirken), von links und Südosten auf etwa 223 m ü. NHNweniger als hundert Meter nach dem vorigen, 1,2 km und ca. 0,9 km².[LUBW 8] Entsteht auf etwa 334 m ü. NHN.
- Hahnengraben, von rechts und Norden auf etwa 219 m ü. NHN in Unterkessach, 2,7 km und 2,7 km². Entsteht auf etwa 325 m ü. NHN von Seitengräben der Autobahn im Gewann Rote Straße.
- (Bach durch die Eberklinge), von rechts und Norden auf etwa 210 m ü. NHN nach Unterkessach, 1,8 km und ca. 2,6 km².[LUBW 8] Entsteht auf etwa 305 m ü. NHN am Südrand von Widdern-Volkshausen.
- Passiert gleich danach einen vom Henkersbrunnen am unteren Hang gespeisten Teich rechts am Lauf auf etwas über 210 m ü. NHN, 0,2 ha.
- (Waldbach vom Obernberg), von links und Ostsüdosten auf etwa 205 m ü. NHN, 1,2 km und ca. 0,9 km².[LUBW 8] Entspringt auf etwa 299 m ü. NHN.
- (Bach aus der Völesklinge), von rechts und Westen auf etwa 203 m ü. NHN unter der Talsteige der K 2023, 0,7 km und ca. 1,6 km².[LUBW 8] Entsteht als Feldweggraben auf etwa 283 m ü. NHN neben der Autobahn und fließt in einer Seitenklinge in den untersten Abschnitt eines langen, vorwiegend südostwärts laufenden Trockentals Ödlesklinge oder Döttlesklinge ein.

Mündung der Kessach von rechts und zuletzt Norden auf etwa 182 m ü. NHN in Widdern in die untere Jagst. Der Bach ist ab dem Ursprung des längeren Oberlaufs Berolzheimer Kästle 26,4 km, ab dem Zusammenfluss der beiden Oberläufe nur 18,1 km lang und hat ein Einzugsgebiet von 73,8 km².

## Natur und Schutzgebiete
Das Tal hat ab dem Übertritt auf Widderner Gemarkung Anteil am Landschaftsschutzgebiet Kessachtal mit angrenzenden Gebietsteilen. In der Kessach gibt es einen guten Bestand an Bach- und Regenbogenforellen, die Mühlkoppe (Groppe) ist anzutreffen, was für eine gute Wasserqualität spricht. Am Fluss lebt auch der Eisvogel, des Weiteren gibt es bewohnte Biberdämme zwischen Hüngheim und Merchingen sowie Unterkessach und Widdern.

## Tourismus
Im Tal verläuft der Kessachtal-Radweg.

## Galerie

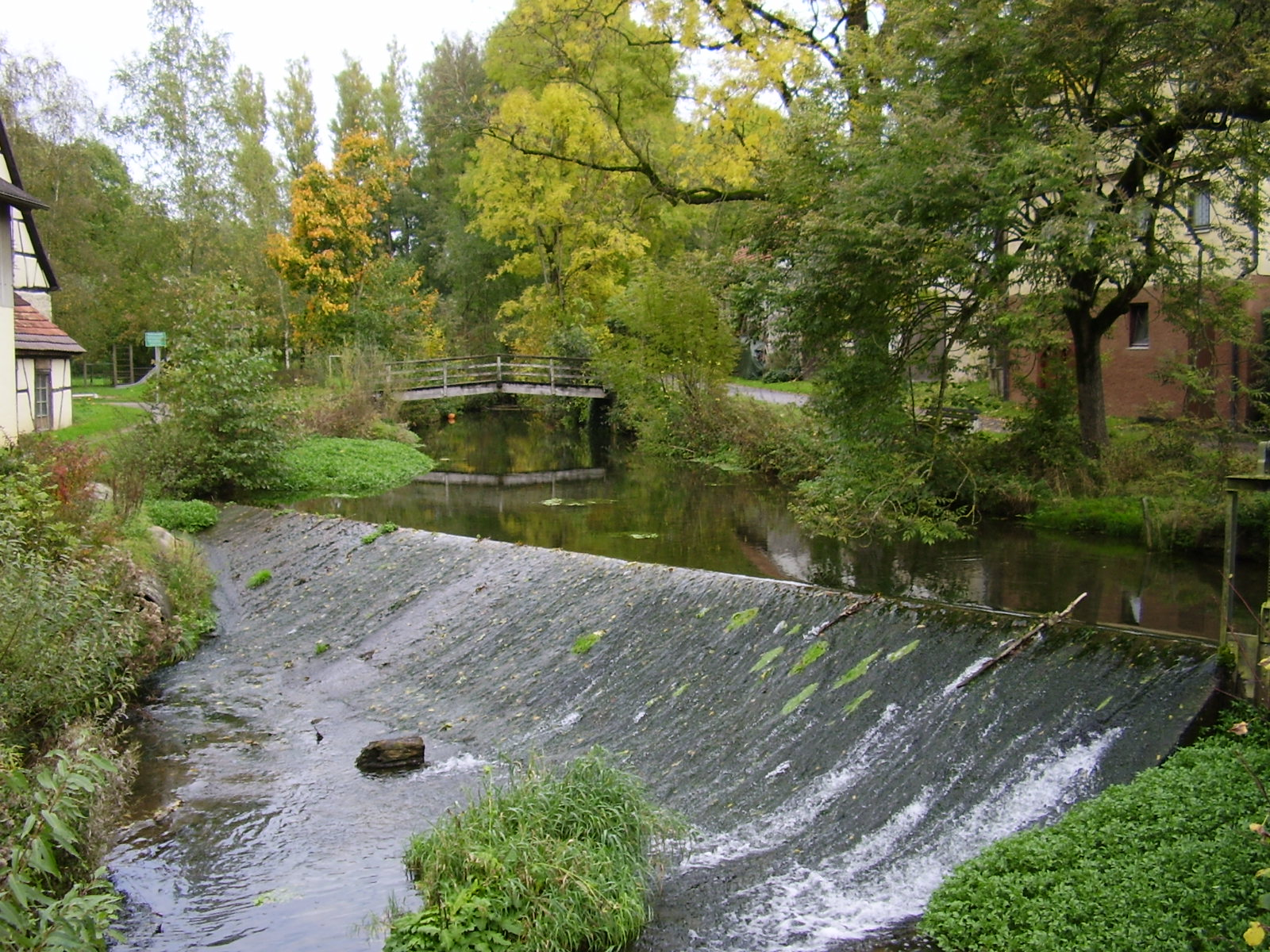
Unterkessacher Wehr
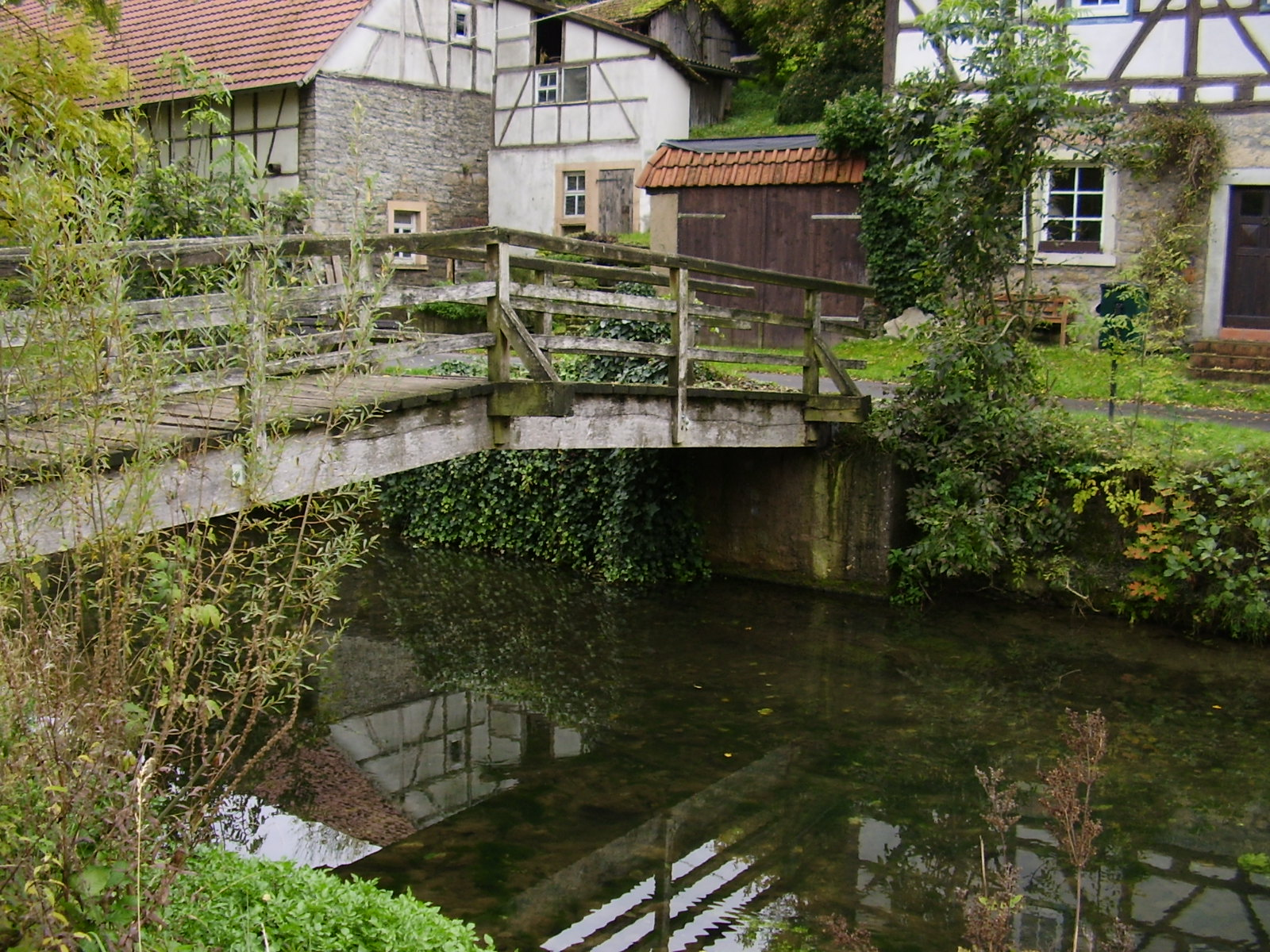
Holzsteg in Unterkessach
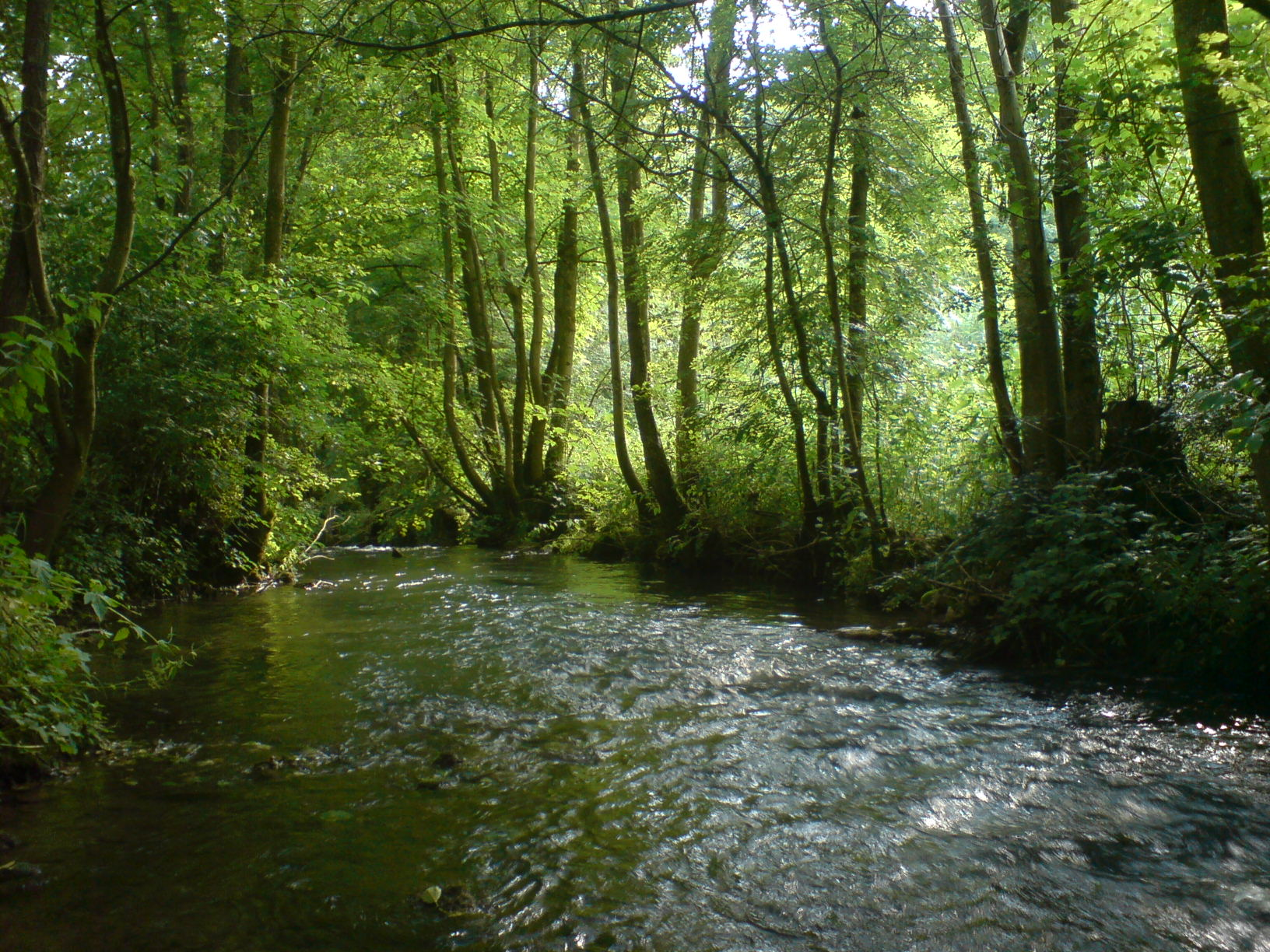
Szene an der Kessach im Hochsommer
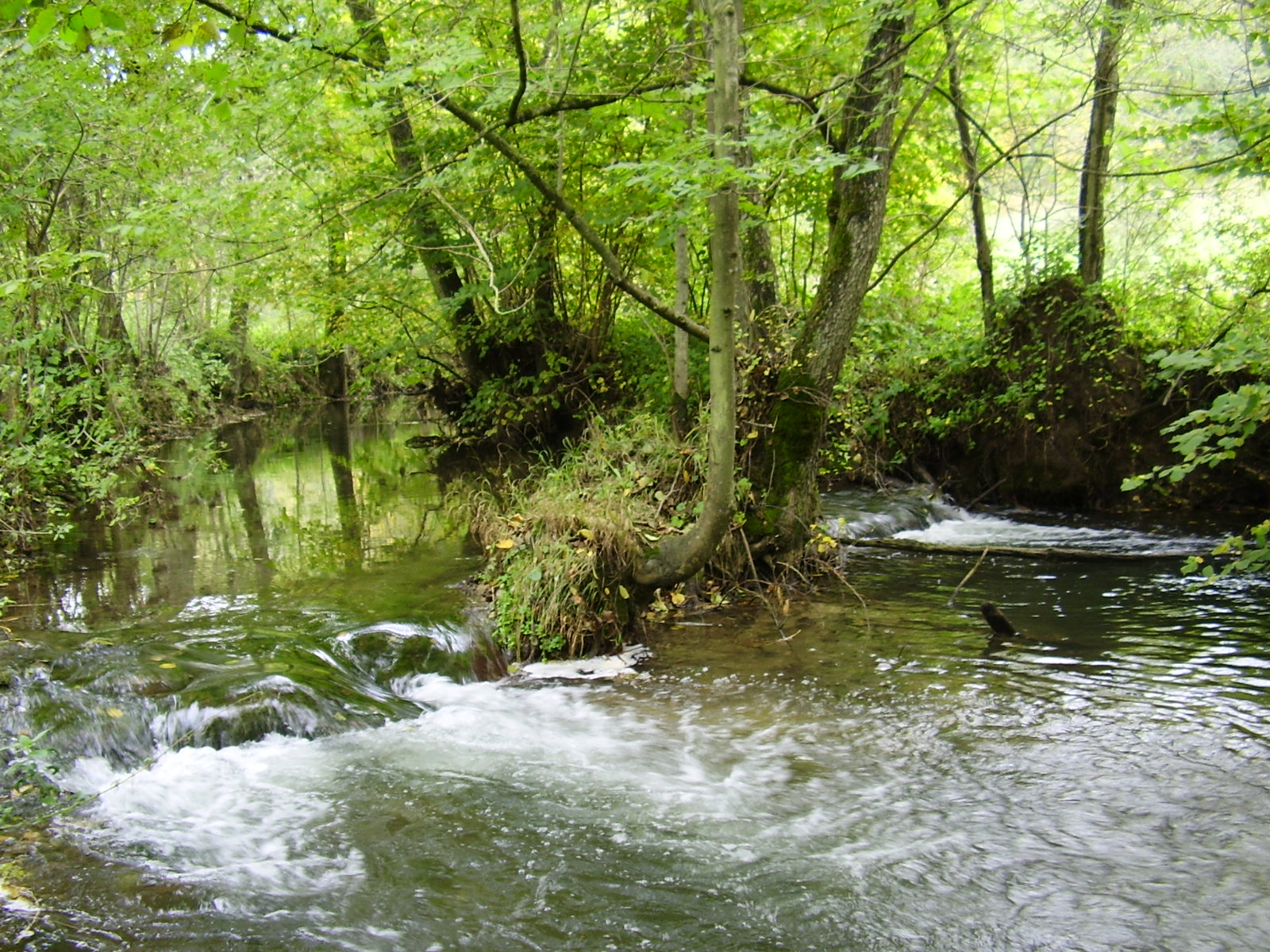
Kessach zwischen Unterkessach und Widdern
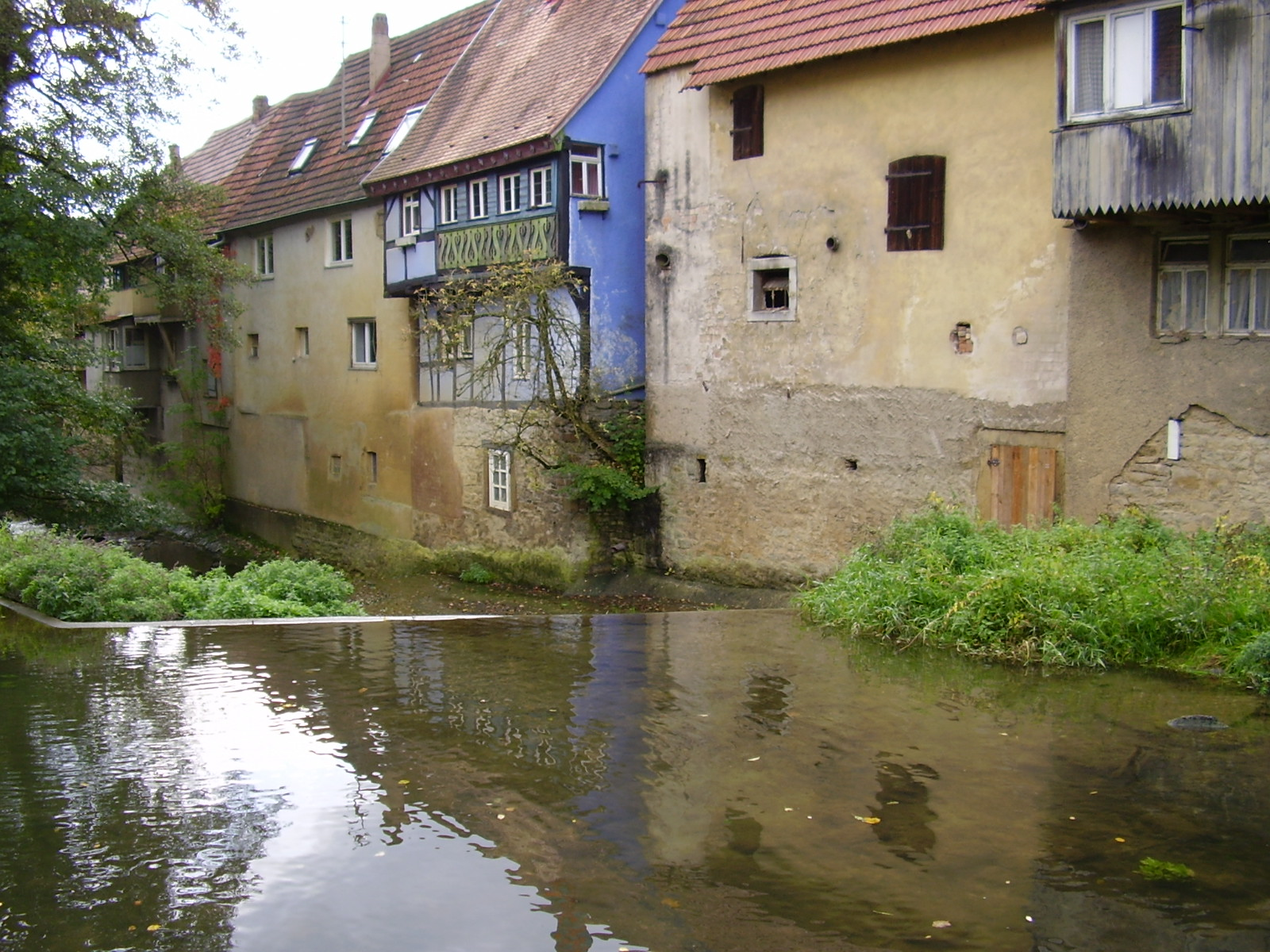
Kessach passiert die Widderner Altstadt
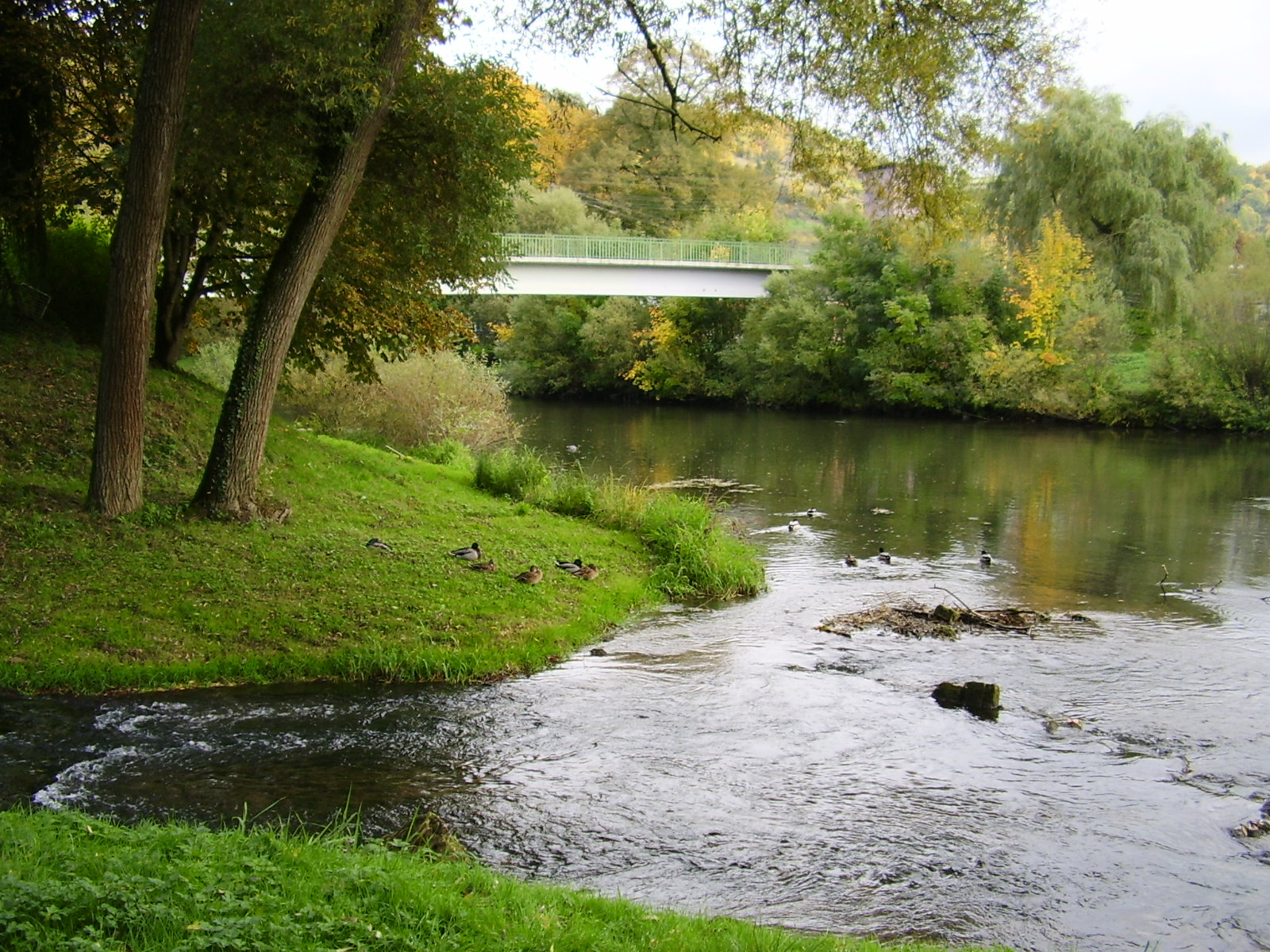
Kessachmündung
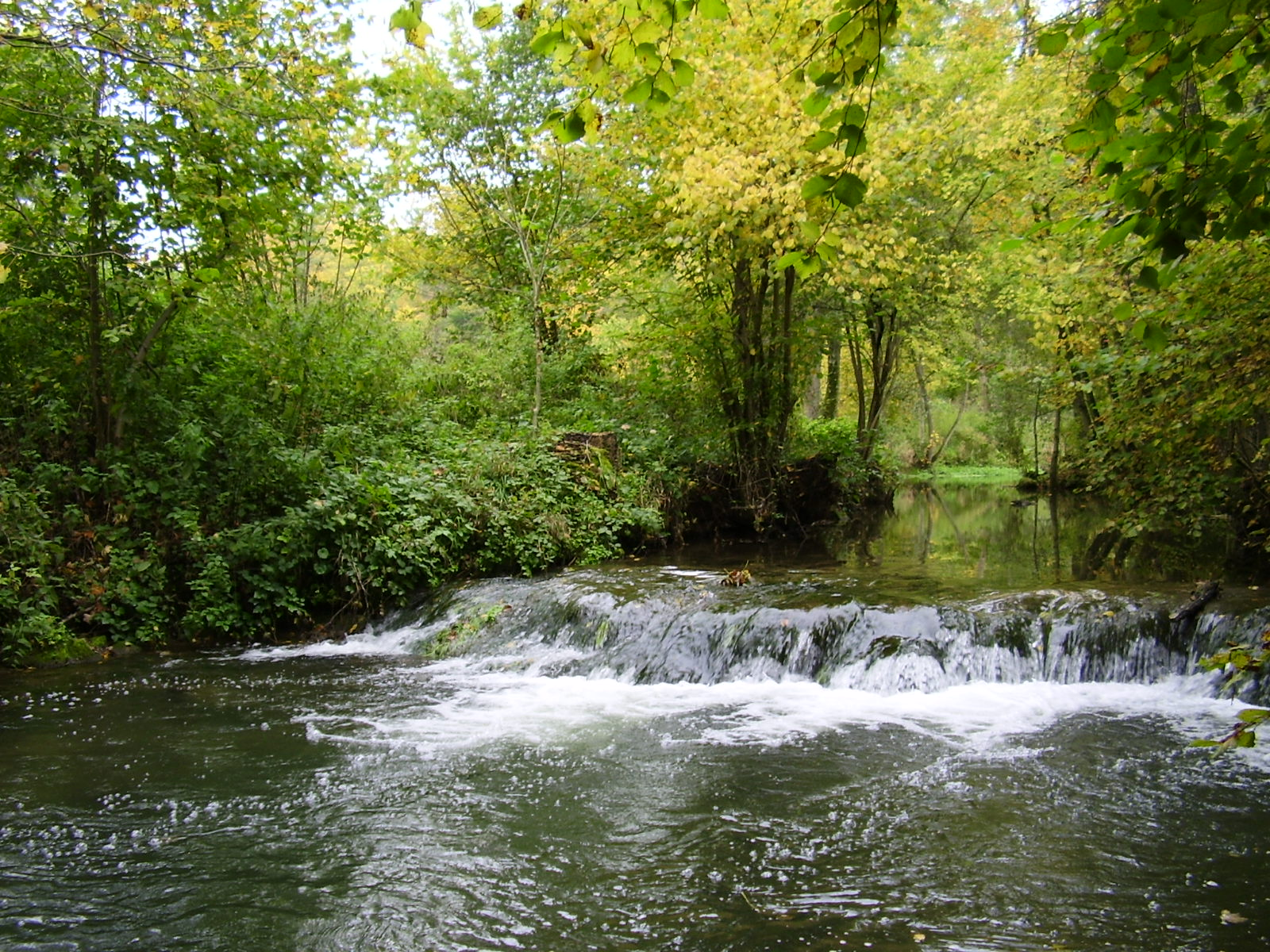
Einige der zahlreichen …
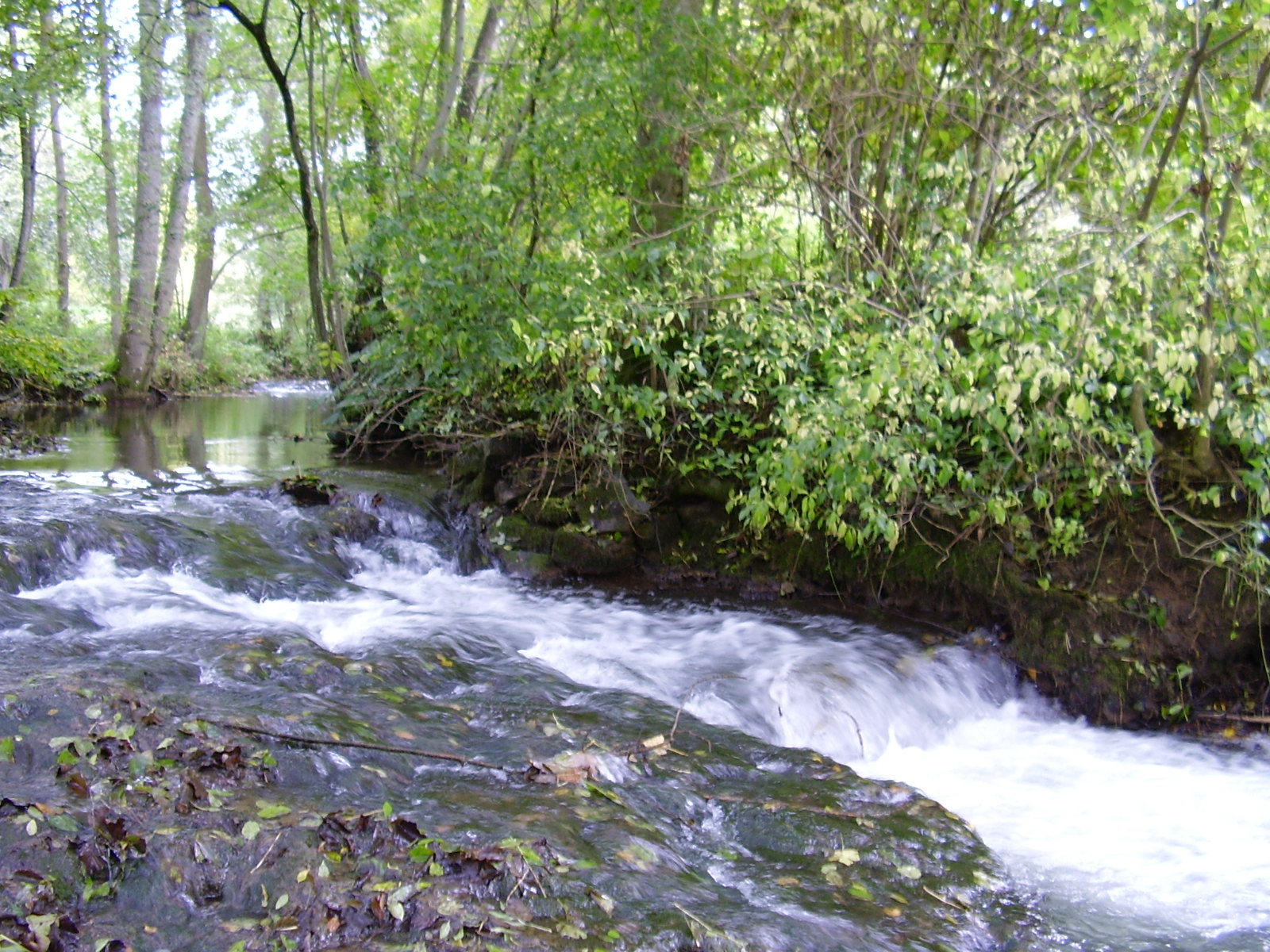
… kleinen Wasserfälle …
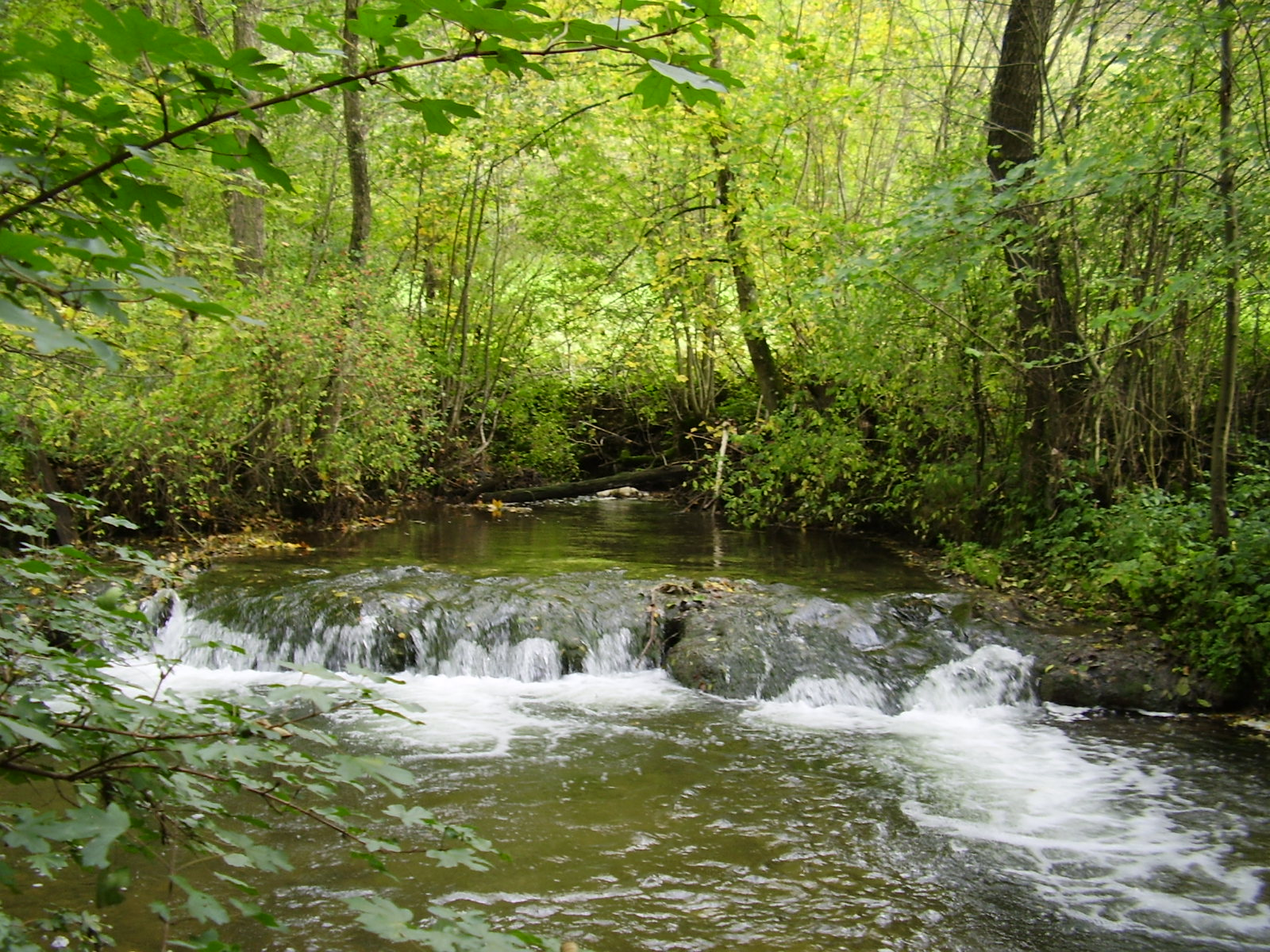
… der Kessach.